# Karl Höller
Karl Höller (* 25. Juli 1907 in Bamberg; † 14. April 1987 in Hausham) war ein deutscher Komponist, Dirigent, Organist und Hochschullehrer.

## Leben
Karl Höller entstammte einer traditionsreichen Kantorenfamilie. Sein Vater Valentin Höller (1873–1932) wirkte als Dom-Organist, Königlicher Musikdirektor und Komponist in Bamberg. Auch dessen Vater Georg Höller (1838–1901), ein Sohn des Organisten Peter Höller, war ein komponierender Kirchenmusiker gewesen. Karl Höllers Großvater mütterlicherseits, Michael Drausnick (1853–1924), hatte als Dirigent des Bamberger Domchors gewirkt. Zudem waren vier Tanten Karl Höllers ausgebildete Organistinnen. Eine von ihnen, die in Würzburg ansässige Komponistin Gretchen Höller (1871–1937), war die erste und einzige Frau im Deutschen Reich, die das Domorganistenamt ausübte.
Im Alter von sechs Jahren wurde Karl Höller Chorknabe des Bamberger Doms und erhielt Klavier- und Orgelunterricht. Bereits als Achtjähriger konnte er seinen Vater an der Orgel vertreten; auch begann er zu dieser Zeit mit dem Komponieren. Als Schüler des humanistischen Gymnasiums erlernte er nebenher das Cellospiel. Nach dem Abitur 1926 ging er nach Würzburg, wo er am Staatskonservatorium bei dessen Direktor Hermann Zilcher Komposition sowie Orgel bei Hanns Schindler studierte. Daneben besuchte er musikwissenschaftliche und kunstgeschichtliche Vorlesungen an der Julius-Maximilians-Universität Würzburg. Während seines Studiums wurde er Mitglied der Akademisch-Musikalischen Verbindung Würzburg.
1927 übersiedelte Karl Höller nach München, um beim Reger-Schüler und Mitbegründer der Donaueschinger Musiktage, Joseph Haas, Komposition und Musiktheorie an der Akademie der Tonkunst zu studieren. Parallel dazu ließ er sich am selben Institut bei Emmanuel Gatscher zum professionellen Organisten und bei Siegmund von Hausegger zum Dirigenten ausbilden. Nachdem er 1929 die Reifeprüfungen für Komposition und Orgel mit Auszeichnung bestanden hatte, studierte er als Meisterschüler noch bis 1933 weiter bei Haas, Hausegger und Gatscher. Beim Eintritt in Haas’ Meisterklasse für Komposition verwarf Höller seine zahlreichen bis dahin geschaffenen Werke und komponierte eine Partita für Orgel über den Choral O wie selig seid ihr doch, ihr Frommen, die er nunmehr als sein Opus 1 bezeichnete.
Nachdem Höller 1931 mit dem Felix-Mottl-Preis ausgezeichnet worden war, begann sein Aufstieg zu einem der erfolgreichsten Komponisten seiner Generation. Prominente Dirigenten wie Carl Schuricht und Hermann Abendroth führten sein 1932 komponiertes Orchesterwerk Hymnen (vier symphonische Sätze über gregorianische Choralmelodien, op. 18) auf. Unmittelbar nach Abschluss seines Studiums wurde Höller 1933 Dozent für Harmonielehre, Orgel und Korrepetition an der Akademie der Tonkunst in München. Ein erstes Beitrittsgesuch zur NSDAP von 1933 wurde abgelehnt. 1934/1935 komponierte er seine Symphonische Phantasie (über ein Thema von Frescobaldi, op. 20), die bald nach der Uraufführung 1935 durch das Philharmonische Orchester Essen unter Johannes Schüler zu einem Repertoirestück vieler Orchester avancierte.
Ab 1937 lehrte Höller Komposition, Dirigieren und Orgel an Dr. Hoch’s Konservatorium und ab 1938 an der Staatlichen Hochschule für Musik in Frankfurt am Main. Hier leitete er auch das Hochschulorchester sowie die Abteilung für Katholische Kirchenmusik. Im Juli 1940 erhielt er gemeinsam mit Kurt Hessenberg und Max Trapp von Joseph Goebbels den Nationalpreis für Komposition. 1941 wurde Höller in Frankfurt ausgebombt. Der größte Teil seiner Noten, Manuskripte und Bücher blieb aber unversehrt, da er diese zuvor nach Bamberg evakuiert hatte. Bald nach seinem diesmal bewilligtem Beitritt in die NSDAP zum 1. Januar 1942 (Mitgliedsnummer 8.827.661) wurde Höller außerordentlicher Professor. Während Goebbels ihn für grundsätzlich begabt – wenngleich auch gelegentlich lenkungsbedürftig – hielt, lehnte Hitler seine Musik als „atonal“ ab. Auch andere musikalisch erzkonservative Nationalsozialisten witterten bei Höller den Einfluss der ihrer Ansicht nach „entarteten Musik“ Schönbergs. Angesichts dessen mutet Höllers 1942 komponierte Sonatine op. 29 (im selben Jahr beim Leipziger Verlag Leukart verlegt) geradezu tollkühn an, zitiert er doch gleich zu Beginn das bekannte Quartenmotiv aus Schönbergs Kammersinfonie op. 9 (1906). Dennoch wurde der Komponist in der Endphase des Zweiten Weltkriegs (im August 1944) in die von Hitler unterzeichnete Gottbegnadeten-Liste der wichtigsten Komponisten aufgenommen, was ihn vor einem Kriegseinsatz bewahrte. Während der letzten Kriegsjahre konzentrierte sich Höller vorrangig auf die Arbeit an einer großen Symphonie in cis-moll (op. 40, 1942–45), die 1950 vom Hamburgischen Staatsorchester unter Joseph Keilberth aus der Taufe gehoben und vom Rezensenten der Tageszeitung Die Welt als eine Synthese aus „Bruckner und Jazz, Überschwang und Askese“ charakterisiert wurde.
In den ersten fünf Jahren nach Kriegsende war Höller außerordentlich produktiv und schuf viele seiner besten Werke, darunter ein Violinkonzert (op. 47), ein Cellokonzert (op. 50), die Sweelinck-Variationen für großes Orchester (op. 56), mehrere Streichquartette und Violinsonaten, drei Klaviersonaten (op. 41) und die Ciacona für Orgel (op. 54). 1949 wurde er als Professor an die Musikhochschule in München berufen, wo er auf Empfehlung von Joseph Haas dessen Meisterklasse für Komposition übernahm. 1950 erhielt er den Kunstpreis der Stadt München, 1952 den Musikpreis der Bayerischen Akademie der Schönen Künste, 1957 den Louis-Spohr-Preis der Stadt Braunschweig, 1959 den Bayerischen Verdienstorden, 1967 das Große Bundesverdienstkreuz und 1974 das Große Bundesverdienstkreuz mit Stern. 1954 wurde Höller zum Präsidenten der Münchener Musikhochschule gewählt, eine Position, die er bis zu seiner Emeritierung 1972 innehatte.
Darüber hinaus gehörte er seit 1949 dem Aufsichtsrat der GEMA an und engagierte sich im Präsidium des Deutschen Komponistenverbandes sowie im Vorstand des Münchner Tonkünstlerverbandes. 1954 wurde er Vorstandsmitglied der deutschen Sektion des in Reykjavík gegründeten Internationalen Musikrates der UNESCO. 1960 folgte Höller einer Einladung des Institute of Contemporary Arts in Washington, wo er als Pianist und Organist bei der Aufführung eigener Werke (op. 17, 33, 44, 45) mitwirkte und nach der amerikanischen Erstaufführung seiner Sweelinck-Variationen (durch das National Symphony Orchestra unter Howard Mitchell) von Publikum und Presse gefeiert wurde. Vom 14. bis 28. März 1968 hielt sich Höller als Mitglied einer kleinen Delegation bundesdeutscher Komponisten, der außer ihm noch Siegfried Borris und Jürg Baur angehörten, in der Sowjetunion auf. Höhepunkt dieser Reise war ein Konzert im Moskauer Bolschoi-Theater, wobei der Dirigent Gennadi Roshdestwenski nach der Aufführung von Höllers Sweelinck-Variationen den Komponisten spontan umarmte.
An prominenten Interpreten, die sich für Höllers Musik einsetzten, sind zu nennen: die Dirigenten Eugen Jochum, Wilhelm Furtwängler, Herbert von Karajan, Ferdinand Leitner und Hermann Bäumer, die Geigerin Alma Moodie, der Cellist Ludwig Hoelscher sowie die Organisten Franz Lehrndorfer und Edgar Krapp. Mit einigen der Genannten – namentlich mit Furtwängler, Hoelscher und Lehrndorfer – war Höller auch privat befreundet. Zu seinen namhaften Freunden gehörten ferner der französische Komponist Henri Dutilleux sowie der belgische Komponist und Organist Flor Peeters. Zu seinen Schülern zählen Reiner Bredemeyer, Walther R. Schuster, Hugo Raithel und Werner Heider. Karl Höller verbrachte seinen Lebensabend mit seiner Frau Heide in Faistenau, einem Ortsteil von Fischbachau. Der 1939 geschlossenen Ehe entstammen eine Tochter und ein Sohn.

## Musik
Höllers kompositorisches Schaffen umfasst mit Ausnahme der Oper alle Gattungen. Sein ausgeprägter Personalstil, den er Ende der 20er Jahre entwickelte, verschmilzt Anregungen altmeisterlicher Polyphonie (Palestrina, Sweelinck, Bach), der Spätromantik Bruckners und Regers, des französischen Impressionismus sowie der modernen Musik der ersten Hälfte des 20. Jahrhunderts (Schönberg, Hindemith, Weill, Jazz etc.). Höllers Musik ist oftmals ähnlich freitonal bzw. erweitert tonal wie diejenige Hindemiths oder Schostakowitschs, jedoch nie atonal. Der Schönbergschen Zwölftontechnik stand er ebenso skeptisch gegenüber wie den diversen Spielarten der Nachkriegsavantgarde.
Höllers Harmonik und Instrumentation sind ausgesprochen farbenreich und seine Melodik erscheint gleichermaßen kantabel wie unverbraucht. Auffällig ist auch Höllers kontrapunktisches Können. Wilhelm Zentner lobte etwa seine Fuge für Streichorchester (1949, Bearbeitung des 1. Satzes aus dem Streichquartett Nr. 5, op. 48) als „eine der meisterhaftesten Fugen seit Reger“. Der formale Aufbau von Höllers Werken ist in der Regel leicht nachvollziehbar und klar gegliedert. Sofern er sich nicht an Modelle aus der Alten Musik wie Partita, Passacaglia oder Fuge hält, bevorzugt er klassische Formtypen, namentlich die Sonatenform. Höllers Rhythmik ist in schnellen Sätzen oftmals temperamentvoll und erscheint gelegentlich Jazz-verwandt. In langsamen Passagen zeigt sich der Komponist dagegen meist von seiner kontemplativen und introvertierten Seite. Höller glaubte an den Einfall, räumte also der musikalischen Inspiration eine wichtige Rolle im Schaffensprozess ein. Allerdings betonte er auch, dass „dabei das Intuitive vom Kunstverstand ständig kontrolliert“ wird.
Höller, der ursprünglich von der Orgel her kam, komponierte überwiegend Orchester- und Kammermusik – wohl, weil dies seinen subtilen „musikalischen Farbsinn“ am stärksten befriedigte. Etliche seiner Orchesterwerke sind nachträglich orchestrierte Kammermusik- oder Klavierwerke. In seiner Instrumentation neigt er gelegentlich zu impressionistischem Kolorit, etwa durch Verwendung von Harfe oder Celesta. Die ausführenden Musiker und das Publikum waren Höller erklärtermaßen wichtig, ebenso wie Schönheit und Harmonie in der Musik. 
Die Veröffentlichung der ersten Höller-Monographie erfolgte 2007, jene eines umfassenden Werkquerschnitts auf acht CDs in den Jahren 2005 bis 2007.

## Auszeichnungen
- 1931: Felix-Mottl-Preis
- 1940: Nationalpreis
- 1950: Kunstpreis der Stadt München
- 1952: Musikpreis der Bayerischen Akademie der Schönen Künste
- 1957: Ludwig-Spohr-Preis der Stadt Braunschweig
- 1959: Bayerischer Verdienstorden
- 1967: Großes Verdienstkreuz der Bundesrepublik Deutschland
- 1973: Kulturpreis der oberfränkischen Wirtschaft (IHK für Oberfranken)
- 1974: Großes Verdienstkreuz mit Stern der Bundesrepublik Deutschland

## Werke (Auswahl)
Verlage: Schott (S), Peters (P), Bärenreiter (B), Sikorski (Sik), Breitkopf & Härtel (B&H), Süddeutscher Musikverlag (SMV, seit 1988 Auslieferung über Bärenreiter), Leukart (L), Coppenrath (C), Böhm & Sohn (Böhm)
Sämtliche autographe Manuskripte befinden sich in der Bayerischen Staatsbibliothek München.

### Orchesterwerke
- Concertino op. 9 für Klavier, Violine, Viola und Kammerorchester (1930), L
- Orgelkonzert op. 15 (1932, revidiert 1966), L/Thomi -Berg
- Toccata, Improvisation und Fuge, nach dem gleichnamigen Klavierwerk op. 16 (1932, orchestriert 1942), L
- Hymnen. Vier symphonische Sätze über gregorianische Choralmelodien, op. 18 (1932), L
- Cembalokonzert (Kammerkonzert für Cembalo und kleines Orchester oder 6 Soloinstrumente op. 19 (1934, revidiert 1958), L/Thomi-Berg
- Symphonische Phantasie über ein Thema von Frescobaldi, op. 20 (1934/1935, revidiert 1956), L
- Violinkonzert Nr. 1 op. 23 (1938, revidiert 1964), L
- Passacaglia und Fuge nach Frescobaldi, op. 25 (1938/1939), L
- Divertimento für Kammerorchester, nach dem Quintett op. 11 (1931, orchestriert 1939), SMV
- Heroische Musik op. 28 (1940)
- Cellokonzert Nr. 1 op. 26 (1940/1941), L
- Symphonie Nr. 1 op. 40 (1942–1945), Sik
- 2 Petites symphonies, nach dem vierhändigen Klavierwerk op. 32 (1943, orchestriert 1965/1969)
- Concerto grosso für 2 Violinen und Orchester, nach der Triosonate op. 38 (1946, orchestriert 1965), SMV
- Serenade für Kammerorchester, nach dem Klarinettenquintett op. 46 (1947, orchestriert 1957)
- Orchestersonate, nach der Violinsonate Nr. 6 (1947, orchestriert 1966)
- Violinkonzert Nr. 2 (Symphonisches Konzert) op. 47 (1947/1948), SMV
- Fuge für Streichorchester, nach dem 1. Satz des 5. Streichquartetts (1948, Orchesterfassung 1949), S
- Cellokonzert Nr. 2 op. 50 1949), SMV
- Sweelinck-Variationen op. 56 (1950/1951), S
- Intrada, Allegro und Fuge op. 60 (1965), P
- Divertimento für Flöte und Streichorchester op. 53a, nach der Flötensonate op. 53 (1950, orchestriert 1971), SMV
- Bamberger Klavierkonzert op. 63 (1972), P
- Symphonie Nr. 2 (Huldigung an Mozart) op. 64 (1973)

### Kammermusik
- 6 Streichquartette:
  - Nr. 1 op. 24 (1938, revidiert 1966, L)
  - Nr. 2 op. 36 (1945, P)
  - Nr. 3 op. 42 (1947, SMV)
  - Nr. 4 (nach dem Besuch einer Ausstellung „Moderne französische Malerei“) op. 43 (1947, SMV)
  - Nr. 5 op. 48 (1948)
  - Nr. 6 (Georg Kulenkampff zum Gedächtnis) op. 51 (1949/1950, Sik)
- 8 Sonaten für Violine und Klavier:
  - op. 4 (1929, revidiert 1968, P)
  - Nr. 1 op. 30 (1942, L)
  - Nr. 2 op. 33 (1943, P), Alma Moodie gewidmet
  - Nr. 3 op. 35 (1944, revidiert 1963)
  - Nr. 4 op. 37 (1945, P)
  - Nr. 5 op. 39 (1946)
  - Nr. 6 op. 44 (1947, SMV)
  - Nr. 7 op. 52 (1949, SMV)
- Kammertrio op. 6 für 2 Violinen und Klavier (1929), SMV
- Klavierquartett op. 7 (1929/39, revidiert 1954), P
- Divertimento op. 11 für Flöte und Klavierquartett (1931), SMV
- Musik für Violine und Klavier op. 27 (1941, revidiert 1957), L
- Sonata op. 31 für Viola (oder Violoncello) und Klavier (1943, revidiert 1967), P
- Trio op. 34 für Violine, Violoncello und Klavier (oder Harfe) (1944), P
- Trio Sonata op. 38 für 2 Violinen und Klavier (1946), SMV
- Sonate (Nr. 1) für Flöte und Klavier op. 45 (1947), SMV
- Klarinettenquintett op. 46 (1947), SMV
- Serenade für Bläserquintett op. 42a, nach dem 3. Streichquartett op. 42 (1947), SMV
- Sonate Nr. 2 für Flöte und Klavier op. 53 (1950), S
- Sonate für Viola und Klavier (In memoriam Paul Hindemith) op. 62 (1966/1967), S
- Scherzo für Holzbläseroktett, aus op. 24 (1970), L
- Sonate für Violoncello und Klavier (Cellosonate Nr. 2) op. 65 (1975)

### Klavierwerke
- Suite op. 2 (1929), SMV
- 3 kleine Suiten op. 2a (1975), P
- Toccata, Improvisation und Fuge für 2 Klaviere op. 16 (1932)
- Sonatine op. 29 (1942), L
- 2 kleine Sonaten für Klavier zu vier Händen op. 32 (1943), P
- 3 kleine Sonaten op. 41.[10] (1946, revidiert 1967), Sik
- 2 Sonaten für 2 Klaviere (Bearbeitungen der Klaviersonaten op. 41/Nr. 1+2, 1946/Bearb. 1966/1967), Sik
- Tessiner Klavierbuch op. 57 (1957), S
- 2 Sonatinen op. 58 (1962), S

### Orgelwerke
- Suite (1926 komponiert, unveröffentlicht)[11]
  - Improvisation
  - Mysterium
  - Ave maris stella
  - ...et resurrexit

- Partita über den Choral „O wie selig seid ihr doch, ihr Frommen“ op. 1 (1929), L/Thomi-Berg
- Choralvariationen über „Helft mir Gottes Güte preisen“ op. 22/1 (1936), L/Thomi-Berg
- Choralvariationen über „Jesu, meine Freude“ op. 22/2 (1936), L/Thomi-Berg
- Ciacona op. 54 (1949), S
- Choral-Passacaglia über „Die Sonn hat sich mit ihrem Glanz gewendet“ op. 61 (1962), S
- Triptychon op. 64 (1975/76), P
- Zwei Werke für Orgel plus ein Melodie-Instrument: Fantasie op. 49 für Violine und Orgel (1949, P), Improvisation über „Schönster Herr Jesu“ op. 55 für Violoncello und Orgel (1950, P)

### Vokalwerke
- Missa brevis für Soli und gemischten Chor a cappella op. 3 (1929), SMV
- Media vita in morte sumus für Männerchor op. 8 (1930), L
- Passionsmusik op. 12a für Solosopran, einstimmigen Frauen- oder Kinderchor, Violine und Orgel (um 1930), C
- Eine kleine Weihnachtsmusik op. 12b für mittlere Stimme oder Frauen- bzw. Kinderchor, Violine und Orgel (um 1930), C
- Jubilate Deo für 5-8stimmigen Chor und Orgel (1930)
- Hymnischer Gesang für Männer- oder gemischten Chor und Orchester (nach Worten von Krishnamurti) op. 13 (1932/1939), L
- Missa pro defunctis (Requiem) für zweistimmigen Chor und Orgel op. 14 (1931), Böhm
- Emitte spiritum für gemischten Chor und Orgel (1932), Böhm
- 6 geistliche Gesänge für Sopran und Orgel op. 17 (1932), L/Thomi-Berg
- Sommernacht, 5 Gesänge für 4-8stimmig gemischten Chor a cappella op. 59 (1936), L
- Tenebrae factae sunt (Karfreitagsmotette) für Männerchor, Flöte, Oboe und Klarinette p. 21 (1937) – bearbeitet für Männerchor und Orgel von Max Beckschäfer, Böhm
- Lieder: Sehnsucht (Zyklus nach Cäsar Flaischlen für mittlere Stimme und Klavier, 1927), 3 altdeutsche Minnelieder für mittlere Stimme und Klavier op. 5 (1929), 3 Lieder nach Gedichten von Thea Graziella für Singstimme und Klavier (1931)

### Sonstiges
- Hörspielmusiken
  - Cenodoxus, der Doktor von Paris (J. Bidermann, 1933)
  - Thomas Paine (H. Johst, 1934)
- Filmmusiken
  - Raum im kreisenden Licht (Kulturfilm der Tobis, 1936)
  - Antwort des Herzens (Dokumentarfilm der Caritas, 1949)
- Bearbeitungen: 10 Deutsche Tänze von Franz Schubert (für Streichorchester, 1940/1941), Präludium und Fughetta von Max Reger (nach dessen Orgelwerk op. 80 für Orchester bearbeitet, 1975)

## Diskographie
- Organ Music (Fantasie op. 49, Triptychon op. 64, Improvisation op. 55); Interpreten: Barbara Harbach (Orgel), William Preucil (Violine), Roy Christensen (Violoncello); Label: GASPARO, Nashville (USA) 1990
- Sonaten für Flöte und Klavier (op. 43 + 53) und Sonatine für Klavier op. 58/2 (sowie Werke für Flöte und Klavier von Paul Hindemith); Interpreten: Xavier Relats (Flöte) und Jordi Maso; Label: ASV Ltd., London (England) 2001
- Symphonische Phantasie für Orchester op. 20 und Sweelinck-Variationen op. 56; Interpreten: Sinfonie-Orchester des Bayerischen Rundfunks, Eugen Jochum (Dirigent); Label: Deutsche Grammophon GmbH, Hamburg 1958 / 2005 in der Reihe Musik … Sprache der Welt auf CD wiederveröffentlicht
- Karl Höller. Vol. 1 / Kammermusik 1 (4. Streichquartett op. 43, Trio für Violine, Violoncello und Harfe op. 34a, Sonate für Viola und Klavier op. 62); Interpreten: Christian Sikorski (Violine), Uta Terjung (Violine), Axel Breuc (Viola), Maro de Secondi (Violoncello), Maria Stange (Harfe), Georg Schmidt (Viola in op. 62), Karl Höller (Klavier); Label: ambitus, Utting a. A. 2005
- Karl Höller. Vol. 2 / Orgelwerke (Partita op. 1, Ciacona op. 54, 2 Choralvariationen op. 22, Choral-Passacaglia op. 61); Interpret: Edgar Krapp; Label: ambitus 2006
- Karl Höller. Vol. 3 (+4) / Orchesterwerke auf 2 CDs (1. Symphonie op. 40, 2. Symphonie op. 65); Interpreten: Bamberger Symphoniker, Bayerische Staatsphilharmonie, Hermann Bäumer (Dirigent); Label: ambitus 2007
- Karl Höller. Vol. 5 / Orgelwerke 2 (Fantasie op. 49, Improvisation op. 55, Triptychon op. 64); Interpreten: Ya'akov Rubinstein (Violine), Mark Kosover (Violoncello), Winfried Böning (Orgel); Label: ambitus 2007
- Karl Höller. Vol. (6+) 7 / Geistliche Vokalwerke auf 2 CDs (Missa brevis op. 3, Sechs geistliche Gesänge op. 17, Eine kleine Weihnachtsmusik op. 12b, Missa pro defunctis op. 14); Interpreten: Madrigalchor der Hochschule für Musik und Theater München, Tanja Wawra (Dirigentin), Axel Flierl (Orgel), Heidi Elisabeth Meier (Sopran), Isabelle Lambelet (Violine); Label: ambitus 2007